# La bemolle minore
La tonalità di La bemolle minore (A-flat minor, as-Moll) presenta 7 bemolli nella armatura di chiave e per questo è rara.
```

Alterazioni
 (da sinistra a destra): 
si♭, mi♭, la♭, re♭, sol♭, do♭, fa♭.
```

Non presentando nient'altro che alterazioni, la sua scala naturale sarà dunque la♭, si♭, do♭, re♭, mi♭, fa♭, sol♭, la♭.
Viene sostituita solitamente con la tonalità di Sol diesis minore, acusticamente identica. Dato che le due tonalità si distinguono principalmente per il modo in cui sono annotate, si parla in questo caso di enarmonia.